# Castello Vajdahunyad
Il castello di Vajdahunyad, o Vajdahunyad vár, è un castello situato nel Városliget, il parco cittadino di Budapest.
Fu costruito tra il 1896 e il 1908, su un progetto di Ignác Alpár. Si tratta di una copia parziale del castello dei Corvino in Transilvania, in Romania. Il castello è anche una mostra di stili architettonici diversi: romanico, gotico, rinascimentale e barocco.
In origine era di cartone e legno per la mostra millenaria nel 1896 ma divenne così popolare che fu ricostruito in pietra e mattoni.
Oggi ospita il Museo agricolo.